# ヘルツォーク・ツヴァイ
『ヘルツォーク・ツヴァイ』（Herzog Zwei）は、テクノソフトが開発し1989年末に発売したリアルタイム・シミュレーションゲーム（リアルタイムストラテジー）。メガドライブ専用。
後にセガからNintendo Switchに展開されているSEGA AGESシリーズのひとつとして2020年8月27日に配信開始された。本項はこの移植版（以下：Switch版）についても解説する。

## ゲーム内容
本作はテクノソフトが1988年に発売したパソコンゲーム『ヘルツォーク』の続編にあたる。
プレイヤーはロボットに変形可能な戦闘機を操りつつ、各種攻撃・防衛ユニットを生産、指令を与え、正方形に区切られたマップに点在する拠点を制圧しつつ、敵を排除して敵本拠地を攻撃、撃破する。ユニットの生産、移動、戦闘全てがリアルタイムに行われ、各ユニットは個別に与えられた指令に基づいて独自に行動を行う。
兵器生産を行いつつ拠点を制圧するルールや最大二人対戦プレイは、前作から継承されたものである。その一方で、前作は上下のみだったスクロールは8方向任意スクロールになったほか、「補給」の概念が新しく導入された。
ユニットは本作で追加されたものがある反面、最終兵器の地中移動型核ミサイル「グランドスラム」は省かれた。
見下ろし型画面で、画面縦分割による2P対戦が可能。全8面×4難易度×2プレイヤーサイド。パスワードによるセーブ方式。
なお、初期型のメガドライブで長時間プレイしていると、BGMのパートがずれるというバグが存在している（VA1、VA2基板の初期型メガドライブではMPUの68000とサブCPUであるZ80とのクロックの同期に問題がある為に一部のゲームで発生する。メーカー修理で対応するが殆どの場合は修理されていない）。
2022年10月27日発売の、セガの復刻ゲーム機「メガドライブ ミニ2」の北米限定版である「SEGA Genesis Mini 2」に、プリインストールされる60作品の一つとしてメガドライブ（Genesis）版を収録。移植はエムツーが担当した。

### ユニット
プレイヤーが扱うユニットを以下に記す。
戦闘機
自機。最強のユニットで他のユニットの輸送が可能。ロボットに変形して陸上移動および陸上ユニットを攻撃できる。破壊されても復元されるが、しばらくの間、指示が一切できなくなる。エネルギー切れでも爆発する。
TAX-52（3,200G）
戦車。強力なユニットだが移動が遅い。
FWA（950G）
戦闘バイク。移動速度は最速だが攻撃、防御ともに貧弱。攻撃速度が速い。
SAM-42（4,300G）
対空車両。追尾能力のある対空ミサイルを放つ。敵戦闘機対策専用のユニット。
AMR-51D（1,300G）
装甲車。戦車ほどは遅くなく、バイクほどには弱くない。
GRM-34A（15,000G）
砲台。対地対空能力を持つ強力なユニット。移動の伴う指令を与えられない。
INFANTRY（500G）
歩兵。拠点を制圧できる唯一のユニット。戦闘力には期待できない。
ST-57U（3,400G）
戦闘ボート。水上を移動できる唯一のユニット。射程は長いが攻撃速度は遅い。
SUPPLY（1,500G）
補給車。自動で近隣のユニットに補給を行うユニット。
なお、対空車両、砲台の発車する対空ミサイルは、プレイヤーの戦闘機にのみ有効で、着地してロボット形態の時にも命中する。

### 指令
ユニットに与えられる指令は以下の通り。
BDF-1SD（100G）
「＋」に似た黄色いアイコン。ユニットはその場から移動しない。
AF-001D（500G）
矢印がぐるぐる回っている黄色いアイコン。配置場所をうろつき回る。燃料を消費し続け、切れると移動不能になる。
AT-101（1,500G）
拠点へ矢印が向かう橙色のアイコン。矢印は斜め向き。敵を撃破しつつ、最寄りの敵もしくは空白拠点へ進軍する。
AT-101H（1,800G）
拠点へ矢印が向かう橙色のアイコン。矢印は上向き。最寄りの敵もしくは空白拠点へ進軍し、占領する。歩兵専用。
DF-F02A（1,000G）
上向きの矢印と弧を描く矢印の黄色いアイコン。配置地点で待機し、敵が近づくと前進して攻撃、撃破後は元の位置に戻る。
BA-001C（3,500G）
丘の上に旗の立った橙色のアイコン。敵本拠地を襲撃する。
PW-SS10（580G）
燃料缶の白いアイコン。近くの補給切れ兵器に補給を行う。補給車専用。

### 拠点と本拠地
攻撃・防衛対象となる拠点と本拠地について以下に記す。
拠点
マップ中に散在する。占領することで収入が増え生産力が向上する（占領されると逆になる）。歩兵によってのみ占領が可能。歩兵を敵に先んじて4ユニット突入させると占領となる。占領に投入した歩兵は拠点へ侵入した時点で失われる。戦闘機でユニットを抱え、拠点の上に滞留することで、自機及びユニットの耐久力とエネルギーを回復させることができる。ユニットの生産が完了した場合、拠点上空でユニットを受け取り、戦闘機で運搬して自由に配置することができる。この拠点の奪い合いを制することが、ゲームの勝利につながる。
本拠地
マップの両角、対角線上に一つずつ敵と自分の本拠地が存在する。性質は拠点と同様。占領ができない代わりに耐久力を持っており、攻撃によって完全に失われるとゲーム終了。本拠地が攻撃に遭うと警報が発せられる。本拠地自体は自己防衛能力を有していないため、周囲に護衛を配置していない場合一方的に攻撃され続けられることとなる。戦闘機が破壊された場合、一定時間後に本拠地上空に再生される。ただしその時点ではエネルギーの補給が完全ではないため、行動に一定の制限が課せられる。
なお、拠点・本拠地共に、一定時間ごとに40Gの収入がある。

### 実際のプレイ
プレイヤーユニットである戦闘機は、3形態に変形が可能である。
戦闘機
移動速度に優る。燃費はそこそこ。主に移動に用い、敵戦闘機、輸送機との空中戦も演じる。
輸送機
ユニットを輸送しようとすると自動的にこれに変形する。戦闘機に比べて圧倒的に燃費が悪化し、燃料切れしやすい。
ロボット
マップ上の任意の地点で、戦闘機と交互変形可能。移動力は劣悪だが、燃費は最良。敵陸戦部隊を端から駆逐していける陸戦性能を誇る。
プレイヤーは任意のタイミングで、兵器と命令を組み合わせたユニットを制作できる。制作したユニットは、兵器毎に異なる一定の待ち時間の後、完成する。完成したユニットは本拠地を含む任意の自拠点から、戦闘機で積み出すことができ（この際に自動的に輸送機に変形する）、それを任意の地点で設置することで、部隊を展開していく。なお、輸送中のユニットは、自由に命令を変更できるので、様々な戦略を採ることが可能となっている。

### マップ
ゲーム内のマップおよびBGMは以下の通り。
ABGRUND（BGM：There is no time to lose）
渓谷マップ。川で陸地が三分されている。赤軍青軍共に初期拠点数は0である。崖が多い。ユニットは崖を降ることはできるが、登ることはできない。
VULCAN（BGM：Take it ease）
溶岩マップ。溶岩で陸地が三分されている。陸上ユニットは溶岩を通過する時にダメージを受ける。
LOCH（BGM：Sleight of hand）
氷の洞窟マップ。マップが多数の壁で区切られている。
STRAND（BGM：A breach of contract）
島嶼マップ。1拠点1島であるため、ボート以外のユニットは移動に著しい制限がある。
STADT（BGM：Back to square one）
未来都市マップ。もっともマップが開けているため、奇襲、強襲が成立しやすい。
EISFREI（BGM：The mournful war）
氷の大地と湖のマップ。南西は地続き、中央から北東は湖になっており、使える戦術は様々である。
WALDUNG（BGM：Sniper）
ジャングルマップ。ジャングルで拠点が区切られ、それが中央の平地と沼地で繋がっている、放射状マップ。
OASE（BGM：The super fighter invigorated us）
地中海マップ。南西から北東に細長い湖が陸地を分断している。互いの本拠地に対して、ボートによって長距離攻撃をかけることも可能な構造となっている。

## スタッフ
- メイン・プログラム：岩永孝
- ウエポン・プログラム：大塚治彦
- マップ・デザイン：辻川治
- キャラクター・デザイン：福田泉
- デモ・プログラム：福田泉
- ミュージック・コンポーズ：新井直介、大谷智巳
- サウンド・エフェクト：新井直介、大谷智巳
- マニュアル・ライター：すがのふみお
- ヘルツォーク：T.O.
- スペシャル・サンクス：マリー・ヒューズ、KAMOMETEI
- カバー・イラストレーション：マーク・ウィリアム・エリクセン

## 開発

### Switch版
「セガ3D復刻アーカイブス3」ではテクノソフトの『サンダーフォースIII』を収録したことから、「SEGA AGES」シリーズにおいてもテクノソフトの作品を収録しようという話が持ち上がり、最終的には複数の候補の中から、本作を含む3作品が選ばれた。
Switch版のディレクターを務めたエムツーの松岡毅は提案の理由として、本作がメガドライブのファンの間で「メガドライバーになるための必須科目」と称されるほど人気を博していたにもかかわらず、これまで移植版が出ていなかった点をGAME Watchとのインタビューの中で挙げている。また、松岡はこのゲームが下手だとしつつも、開発を通じて自分の腕を上達させ、他のプレイヤーに面白さを伝えたいとも述べている。
プログラミング自体はそこまで難しくなかった一方、本作のソースコードは現存しておらず、当時の関係者で本作を知る者もいなかった。このため、Switch版の開発に当たっては追加要素を強化するという方針が取られた。
オンライン対戦は「SEGA AGES」版『ぷよぷよ』で試験的に導入し、その結果を見たうえで他の作品にもオンライン対戦を入れるという方針が取られた。このため、本作のSwitch版の開発は「SEGA AGES」シリーズの中盤に開発するという段取りが取られた。
オンライン対戦の調整をしている間、Switch版の追加要素である練習モード「ヘルツォークアカデミー」の準備が進められた。
同モードの企画とシナリオはエムツーの山本裕次郎が担当し、「セガ 3D復刻アーカイブス」シリーズのマニュアル等に登場する「アソビン教授」のコメントを担当していたエムツーの橋本享明が脚色を手掛けた。当初は、1ステージ分を進めながら、随所で指令を表示させるという方式が考案されていたが、プレイヤーが最初に何をすべきかわからなくなったり、肝心な場面で説明が表示されないなどの問題が続出したため、途中まで作ったうえで、一度白紙に戻した。
その後、幾度かのシナリオ書き直しを経て、製品版の原型となるレクチャー形式のものが完成したが、今度は台詞が教科書的になっているという指摘が寄せられた。そこで山本は橋本と相談しながら、シナリオを完成させた。橋本のアイデアにより、同モードでは「SEGA AGES」を振り返る要素も取り入れられており、たとえばとあるレクチャーではアレックスキッドが食事をする場面がある。
同モードに登場するキャラクターのデザインは高橋直樹が手掛けた。当初、「ヘルツォークアカデミー」の教官役となるキャラクターには、国内で発売されたオリジナル版の説明書に記載されている男性キャラクターを使う予定だったが、松岡が山本に「E-moteがあれば、わが社の技術をアピールできるためのキャラクターを作れる」と冗談を言ったことがきっかけで、E-moteを取り入れた女性キャラクターが用意された。また、この女性キャラクターの声は、E-Moteの公式マスコットキャラクター・えもこ先生の声を当てている声優が担当した。この時期は新型コロナウイルスが流行し始めていたことから在宅勤務が行われており、松岡は山本との意思の疎通に苦労したと振り返っている。
もう一つの追加要素であるヘルパー機能は、プレイヤーまたはコンピュータにハンディキャップを付けるものであり、遊びやすくするためだけでなく、オリジナル版のプレイヤーから寄せられていた「CPUが弱い」という指摘にこたえるために導入された。また、公平性の観点からヘルパー機能はオンラインモードには導入されなかった。
このほかにも、パスワードの自動入力化やガジェットの導入などの施策が取られた。

## 反響
Switch版の制作に携わったセガゲームスの奥成洋輔は、オリジナル版の発売当時の状況について、「テクノソフトという家庭用ゲーム業界では見知らぬメーカーやってきて、出したゲームが、自分たちの知らない面白いゲームだったということで、ファンを増やすきっかけにもなったんですね。」と振り返っており、本作を通じてリアルタイムシミュレーションというジャンルを初めて遊んだ人が多いのではないかと推測しており、ボードシミュレーションゲームが盛んな海外、特にヨーロッパでの人気が高かったと述べている。
その一方で奥成は、本作がPCゲームの在り方を踏襲した結果、画面から伝わる情報がかなり単純化されているため、ルールを理解できない者には遊びにくい作品だったと指摘している。

## 評価
- ゲーム誌『ファミコン通信』の「クロスレビュー」では、7・7・8・7の合計29点（満40点）となっており[18][10]、レビュアーの意見としては、「画面2分割の2人同時プレイは、なかなか燃えるモノがある」などと評されている[18]。

- ゲーム誌『メガドライブFAN』の読者投票による「ゲーム通信簿」での評価は以下の通りとなっており、20.52点（満30点）となっている[1]。

| 項目 | キャラクタ | 音楽 | 操作性 | 熱中度 | お買得度 | オリジナリティ | 総合  |
| 得点 | 3.16       | 3.55 | 2.94   | 3.45   | 3.22     | 4.20           | 20.52 |

## その他
CARBON GAMESが『ヘルツォーク・ツヴァイ』のゲームシステムを踏襲しつつクオータービュー化した『AirMech』（エアメック）を2012年末頃からブラウザアプリのオープンβテスト版として無償で提供している。なお2015年7月1日の時点でもβテストのままである。
またユービーアイソフトが『AirMech』をベースにゲームコンソール向けにした『AirMech Arena』（エアメック アリーナ）をPS4とXbox One用に2015年5月14日よりダウンロード版を無料で提供している。
またこれは正式なライセンスなどは受けておらず開発側はあくまでオマージュだとしている。